# Wethenoc
Wethenoc, Gwethenoc o Guethenoc fue un santo bretón del siglo V.

## Vida
Hijo del príncipe Fragan de Dumnonia y de Gwen Teirbron, creció en Ploufragan cerca de Saint-Brieuc (en el noroeste de Francia) con sus hermanos, Winwaloe y Jacut, y su hermana, Creirwy. Fue educado por Budoc de Dol en la Île Lavret cerca de Paimpol.